# Austin och Ally
Austin & Ally är en amerikansk situationskomedi-serie som hade premiär den 2 december 2011 på Disney Channel i USA. I Skandinavien hade serien premiär den 16 mars 2012. 
Serien handlar om Austin som spelas av Ross Lynch och Ally som har olika talanger inom musik. Austin har en kärlek till scenen och Ally gillar att skriva låtar mer än att stå på scen själv. Ally har scenskräck. En dag beslutar de sig för att slå sig samman. Kanske kan Ally komma över scenskräcken. Med Trish som manager och Dez som regissör följer tonåringarna sina musikdrömmar.

## Huvudpersoner
- Austin Moon (Ross Lynch) (Adam Portnoff) är huvudpersonen, älskar att sjunga, dansa och att stå på scenen.
- Ally Dawson (Laura Marano) är låtskrivare åt Austin, har scenskräck. I säsong 3 gick Allys scenskräck bort, vid ett uppträdande i Los Angeles.
- Trish De la Rosa (Raini Rodriguez) är Austins manager, Allys bästa vän, jobbar i gallerian och byter jobb väldigt ofta.
- Dez (Calum Worthy) är regissör och gör Austins musikvideor. Han är Austins bästa vän.